# Gutshaus Tützpatz

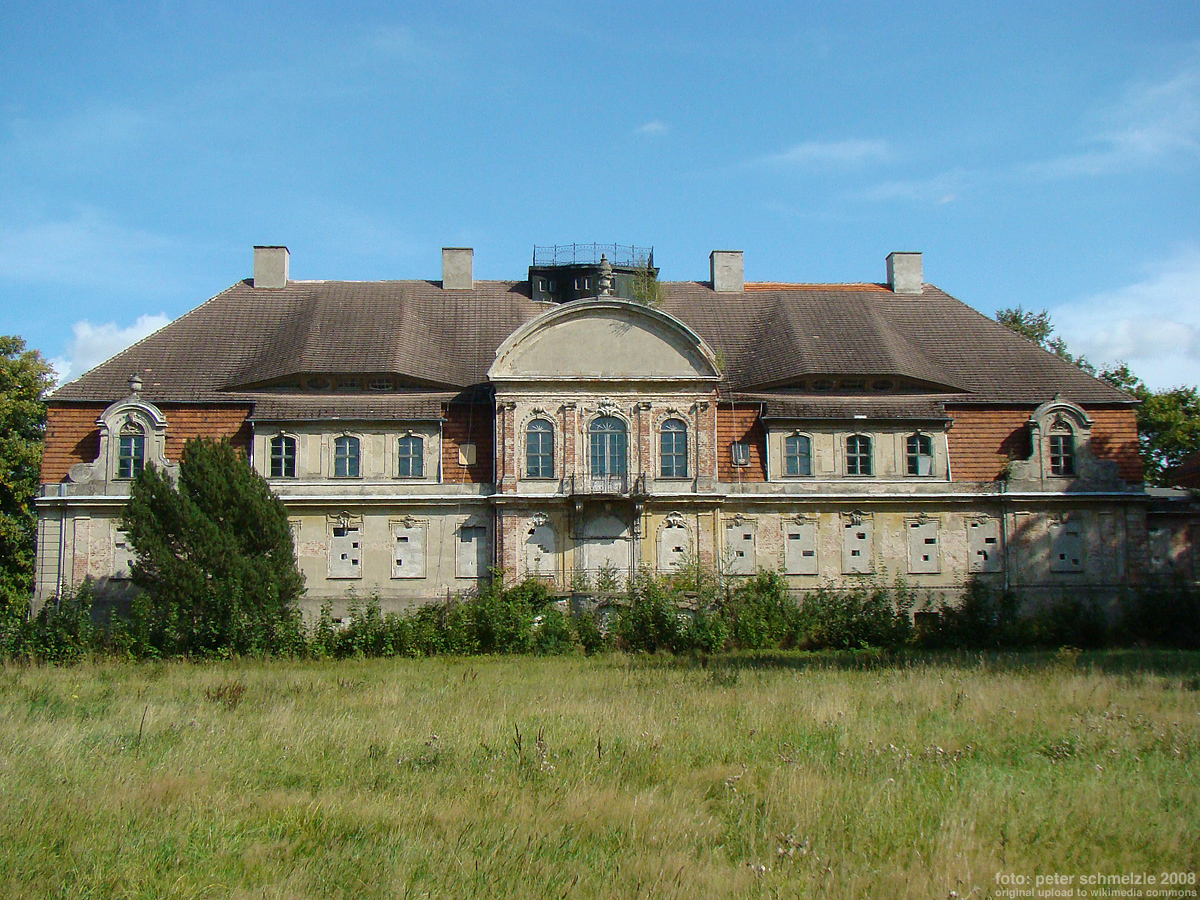
Westseite mit dem Park

Das Gutshaus Tützpatz ist ein Herrenhaus in Tützpatz im Landkreis Mecklenburgische Seenplatte in Mecklenburg-Vorpommern. Das unter Denkmalschutz stehende Gebäude steht heute leer.

## Geschichte

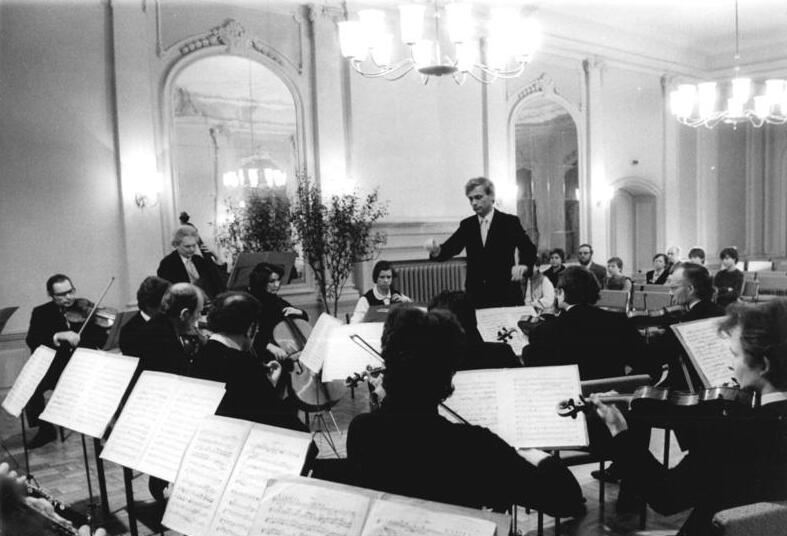
Konzert im Spiegelsaal von Schloss Tützpatz 1985

Im Jahr 1776 gelangte Tützpatz, das bis dahin der Familie von Maltzahn gehört hatte, in den Besitz von Karl Friedrich von Linden. Dieser ließ 1779 ein neues Herrenhaus im Stil eines holländischen Barockschlosses errichten. 1785 gelangte das Gut Tützpatz durch Erbschaft an Georg Christian von Heyden, der seinen Namen in Heyden-Linden änderte. Die Familie von Heyden-Linden war bis zur Enteignung 1945 in Tützpatz ansässig. Nach dem letztmals 1939 amtlich publizierten Landwirtschaftlichen Adressbuch für die Provinz Pommern hatte das Rittergut Tützpatz 1067 ha Land, davon waren konkret 178 ha Wald.
Im Jahr 1908 brannte das Gutshaus ab. Albrecht von Heyden-Linden ließ es weitgehend originalgetreu wieder aufbauen. Nach 1945 wurden Wohnungen eingerichtet und es diente als landwirtschaftliche Berufsschule, agrarökonomisches Institut und als Sitz der Verwaltung des VEG Tützpatz. In den 1950er Jahren wurde die Anlage renoviert.

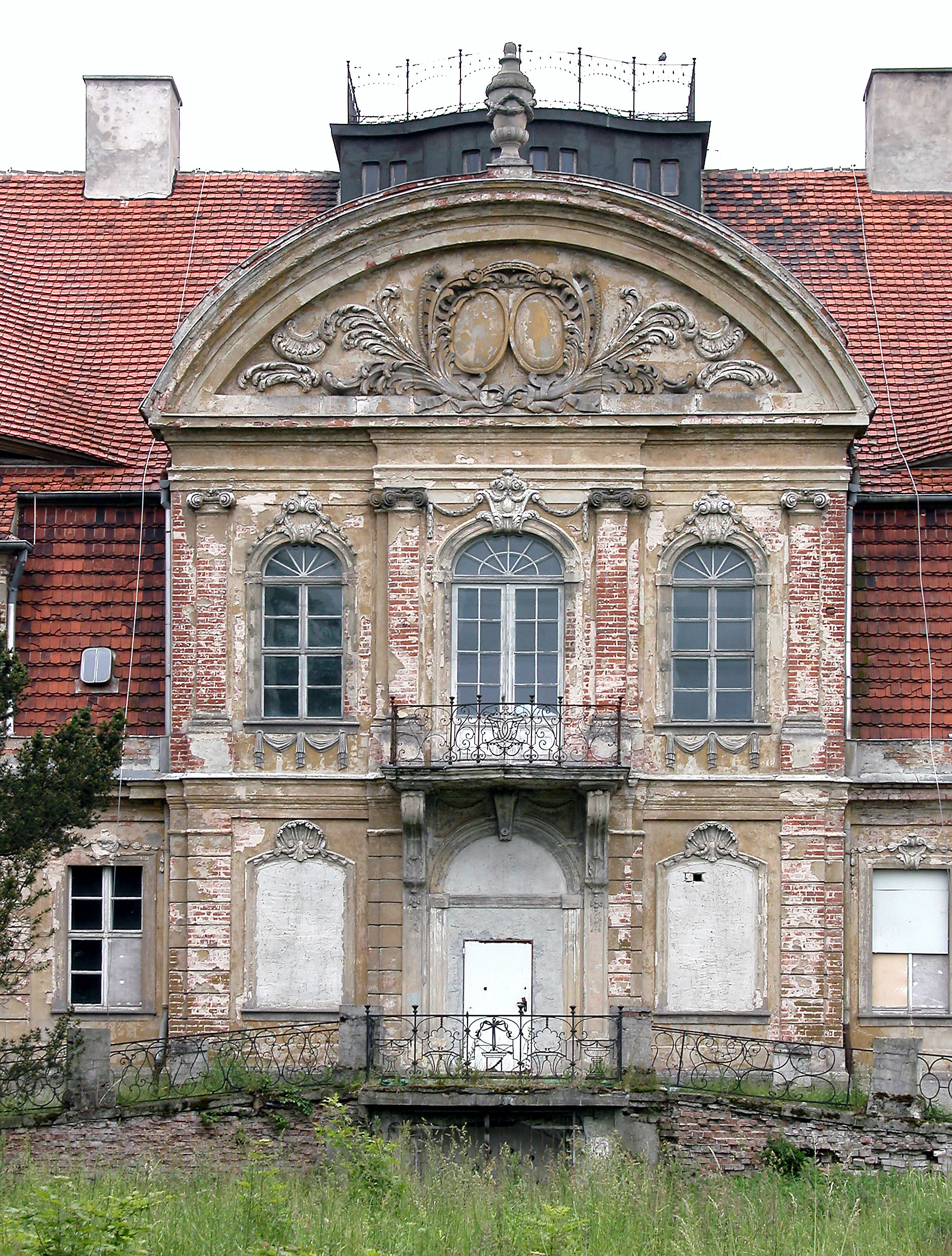
Der barocke Mittelrisalit

Nach der Wende gelangte das leerstehende Gebäude an einen privaten Eigentümer. Die Fenster wurden zum Schutz gegen Vandalismus zugemauert. Eine notwendige Sanierung erfolgte bisher nicht. 2019 schloss der Eigentümer einen optionalen Vertrag auf zwei Jahre mit Helmuth von Maltzahn (1949) (* 1949), der als Investor, Hotelier und Sanierer historischer Gutshäuser und Gutshofanlagen in Mecklenburg bereits das abgebrannte Schloss Ulrichshusen wieder aufgebaut und dort einen erfolgreichen Hotelbetrieb eingerichtet hat und sich auch der Sanierung der Gutshäuser Gützkow, Gnemern und Rothenmoor annimmt. Die Sanierung soll ab 2022 schrittweise erfolgen. Im November 2020 wurde bekanntgegeben, dass Fördermittel in Höhe von 4,46 Millionen Euro zugesagt wurden. Das Geld wird zu 100 Prozent in denkmalpflegerische Maßnahmen für das Herrenhaus, den Pavillon und den Park fließen.

## Anlage

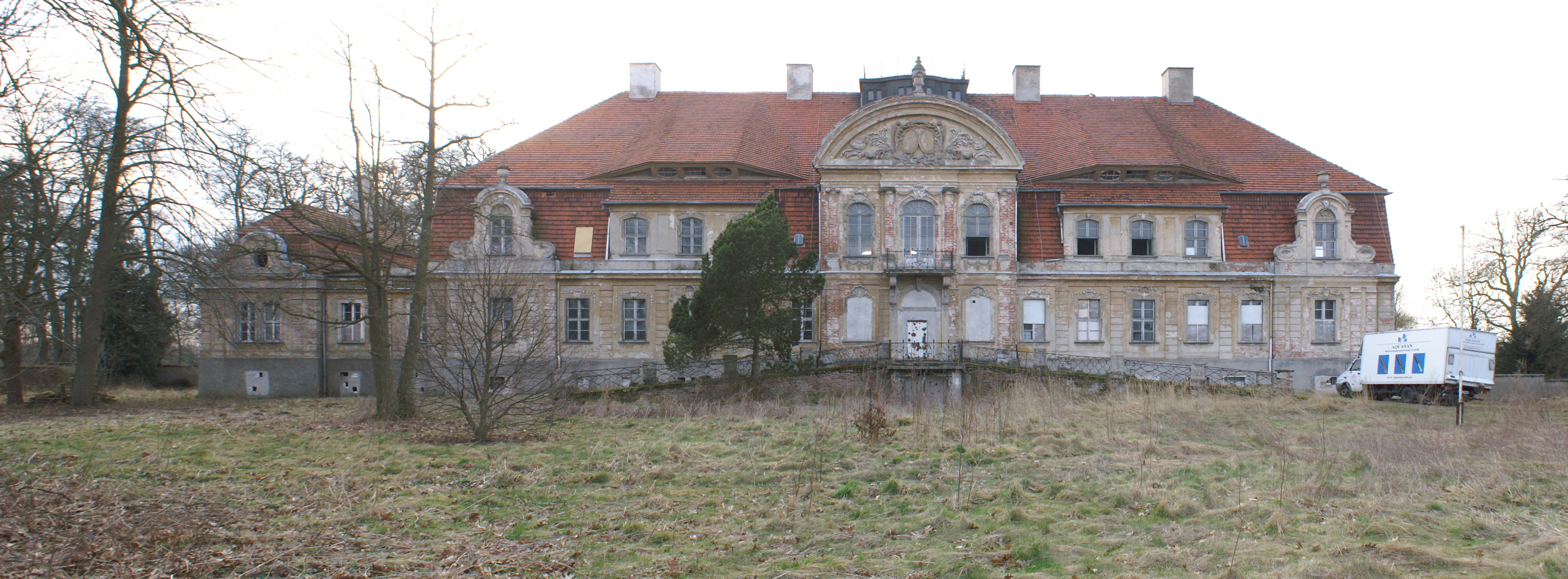
Ostseite mit dem Gutshof

Der eingeschossige, fünfzehnachsige Putzbau hat ein ausgebautes Mansarddach. Die Dachausbauten wie auch der eingeschossige Pavillon am Südgiebel stammen aus der Zeit des Wiederaufbaus von 1908. An der Park- und der Hofseite befinden sich dreiachsige Mittelrisalite. Die Fassaden sind reich gegliedert. Der aufwendige Putzschmuck ist noch vielfach erhalten, im Segmentbogengiebel der Risalite wurde er nach 1945 entfernt. Hier befanden sich die Wappen der Familien von Linden und von Ramin.
Östlich des Hauses befindet sich der ehemalige Gutshof aus dem 18. Jahrhundert. Die großen Wirtschaftsgebäude werden teilweise von örtlichen Handwerksbetrieben genutzt.
Der westlich des Gutshauses liegende ursprünglich barocke Park wurde im 19. Jahrhundert zu einem Landschaftspark im englischen Stil umgewandelt. Im nordwestlichen Teil befindet sich ein Teich mit zwei Inseln, der vom Goldbach durchflossen wird. Zum Baumbestand des Parks gehören Linden, Kiefern, Weymouths-Kiefern und eine Blut-Hänge-Buche.